# Kailash Satyarthi
Kailash Satyarthi, född 11 januari 1954 i Vidisha i Madhya Pradesh, är en indisk aktivist för barns rättigheter. 2014 tilldelades han Nobels fredspris tillsammans med Malala Yousafzai. De fick priset för sitt arbete mot förtryck av barn och unga människor och för rätten till utbildning för alla barn.

## Biografi
Kailash Satyarthi är son till en polis och växte upp i en medelklassfamilj i Vidisha i mitten av Indien. Han är utbildad till elektroingenjör och undervisade en period på universitetet innan han som 30-åring övergav sin akademiska karriär och istället blev barnrättsaktivist.
Satyarthi har arbetat för barns rättigheter sedan 1990-talet. Han driver organisationen Bachpan Bachao Andolan (ungefär rädda barndomen rörelsen) som arbetar mot barnarbete och människohandel med barn. Han är även grundare av organisationen Rugmark, numera kallat Goodweave, som arbetar mot barnarbete i mattindustrin. Han verkar i Mahatma Gandhis anda och förespråkar icke-våld för att nå förändring. I Indien har Kailash Satyarthis olika aktioner nått mycket uppmärksamhet och bland annat har hans organisation lyckats utföra en räd mot en textilfabrik utanför New Delhi som anställt omkring 100 barnarbetare. Han har även hungerstrejkat i samband med befriandet av barn som hölls fångna som slavar på en cirkus. Hans organisation uppges ha befriat runt 80 000 barn som befunnit sig i olika former av slavarbete samt utvecklat metoder för deras rehabilitering och utbildning.
Han är bosatt i New Delhi.
2022 mottog Satyarthi hedersdoktorat av Amrita University.